# HMS Whirlwind (D30)
«Вірлвінд» (D30) (англ. HMS Whirlwind (D30) — військовий корабель, ескадрений міноносець «Адміралті» типу «W» Королівського військово-морського флоту Великої Британії за часів Другої світової війни.
«Вірлвінд» був закладений у травні 1917 року на верфі компанії Swan Hunter & Wigham Richardson у Волсенді. 14 лютого 1918 року він був спущений на воду, а 15 березня 1918 року увійшов до складу Королівських ВМС Великої Британії.

## Історія служби
28 грудня 1939 року есмінець «Вірлвінд» разом з «Вейнок» та «Віверн» вийшли на ескорт конвою OG 21, що прямував до Гібралтару. Британські ескадрені міноносці перебували з транспортним конвоєм до передачі його французьким військовим кораблям, після чого повернулися на базу.
11 квітня 1940 року «Вірлвінд» вийшов разом з крейсером «Каїр» та есмінцями «Волонтир», «Візерінгтон», «Вейнок» і «Хайлендер» на ескортування конвою NP 1 з британськими військами до норвезького Нарвіка.
14 квітня крейсери «Бірмінгем» і «Каїр», есмінці «Вейнок», «Вірлвінд» та «Хайлендер» супроводжували польський лайнер «Хробрий» та лайнер «Імператриця Австралії» до Намсуса. Протягом квітня-травня прикривав британські та французькі кораблі, що діяли біля норвезьких берегів.
Надалі «Вірлвінд» увійшов до складу сил, що забезпечували ескорт конвоїв суден, котрі йшли Атлантикою. 
Наприкінці червня есмінець увійшов до складу супроводу конвою WS 1, який перевозив на океанських лайнерах «Квін Мері», «Аквітанія» та «Мавританія» 10 000 британських солдатів з Британських островів до Фрітауна, далі до Кейптауна й до Цейлону.
5 липня есмінець «Вірлвінд» ескортував конвой OB 178 і здійснював протичовнову оборону транспортних кораблів, коли був торпедований німецьким підводним човном U-34 під командуванням капітан-лейтенанта Вільгельма Ролльманна. У наслідок вибуху британському кораблю відірвало ніс, але есмінець лишився на плаву. «Весткотт» був висланий на допомогу для рятування вцілілих та потоплення залишків військового корабля торпедами. 57 членів екіпажу постраждалого есмінця загинуло, решту «Весткотт» врятував, а «Вірлвінд» затопив у районі у 120 милях на захід від Лендс-Енду.